# Thief Simulator
Thief Simulator est un jeu vidéo d'infiltration à monde ouvert développé par le studio polonais Noble Muffins et édité par PlayWay S.A.. Le jeu est publié le 9 novembre 2018 sur Steam, disponible sur Nintendo Switch et Microsoft Windows.
Il dispose d'une suite, Thief Simulator 2.

## Système de jeu
Le joueur se déplace dans une ville dans un environnement semi-ouvert, et peut cambrioler les maisons. Il doit apprendre les habitudes des habitants pour ne pas se faire repérer, et apprendre à contourner les systèmes de sécurité de certaines maisons, au risque de se faire arrêter par la police s'il échoue. Les objets et meubles volés peuvent être revendus par la suite.

## Accueil
Thief Simulator a reçu des critiques généralement favorables et a même figuré en tête de la liste des jeux les plus vendus par Steam lors de son week-end de publication.
Selon Jeuxvideo.com, si le jeu comporte de bonnes idées, il est trop redondant, et son gameplay est trop pauvre.